# Nikola Mazur
Nikola Mazur (5 novembre 1995) è una pattinatrice di short track polacca.

## Biografia
Ha preso parte ai mondiali di Sofia 2019 e Dordrecht 2021 e agli europei di Dresda 2014, Dordrecht 2019, Debrecen 2020, Danzica 2021 e Danzica 2023.
Ha rappresentato la Polonia ai Giochi olimpici invernali di Pechino 2022, dove si è classificata 27ª nei 500 m, 6ª nella staffetta 3000 m, con le compagne Natalia Maliszewska, Kamila Stormowska e Patrycja Maliszewska, e 11º nella staffetta mista 2000 m, con i connazionali Michał Niewiński, Kamila Stormowska e Łukasz Kuczyński.

## Palmarès
- Mondiali

Pechino 2025: argento nella staffetta 3000 m;
- Europei

Danzica 2024: argento nella staffetta mista 2000 m;
Dresda 2025: bronzo nella staffetta 3000 m e nella staffetta mista 2000 m;